# Archeologisch Museum van Córdoba
Het Archeologisch Museum van Córdoba (Spaans: Museo Etnológico y Arqueológico de Córdoba) toont archeologische vondsten uit de Iberische, Romeinse en Arabische periodes uit Córdoba en de regio. Het is anno 2023 gevestigd in een nieuw gebouw naast het oorspronkelijke museum in het 16e-eeuwse Palacio de los Páez de Castellejo op de Pl. Jerónimo Páez, een rustig oud stadsplein waar ook de overblijfselen van een Romeins theater zijn gevonden. Deze zijn toegankelijk in de kelder van het nieuwe gebouw. De binnenplaats van het oude gebouw is tijdens de openingstijden van het museum ook open voor het publiek en toont voornamelijk oude mozaïeken en andere grote antieke tentoonstellingen.

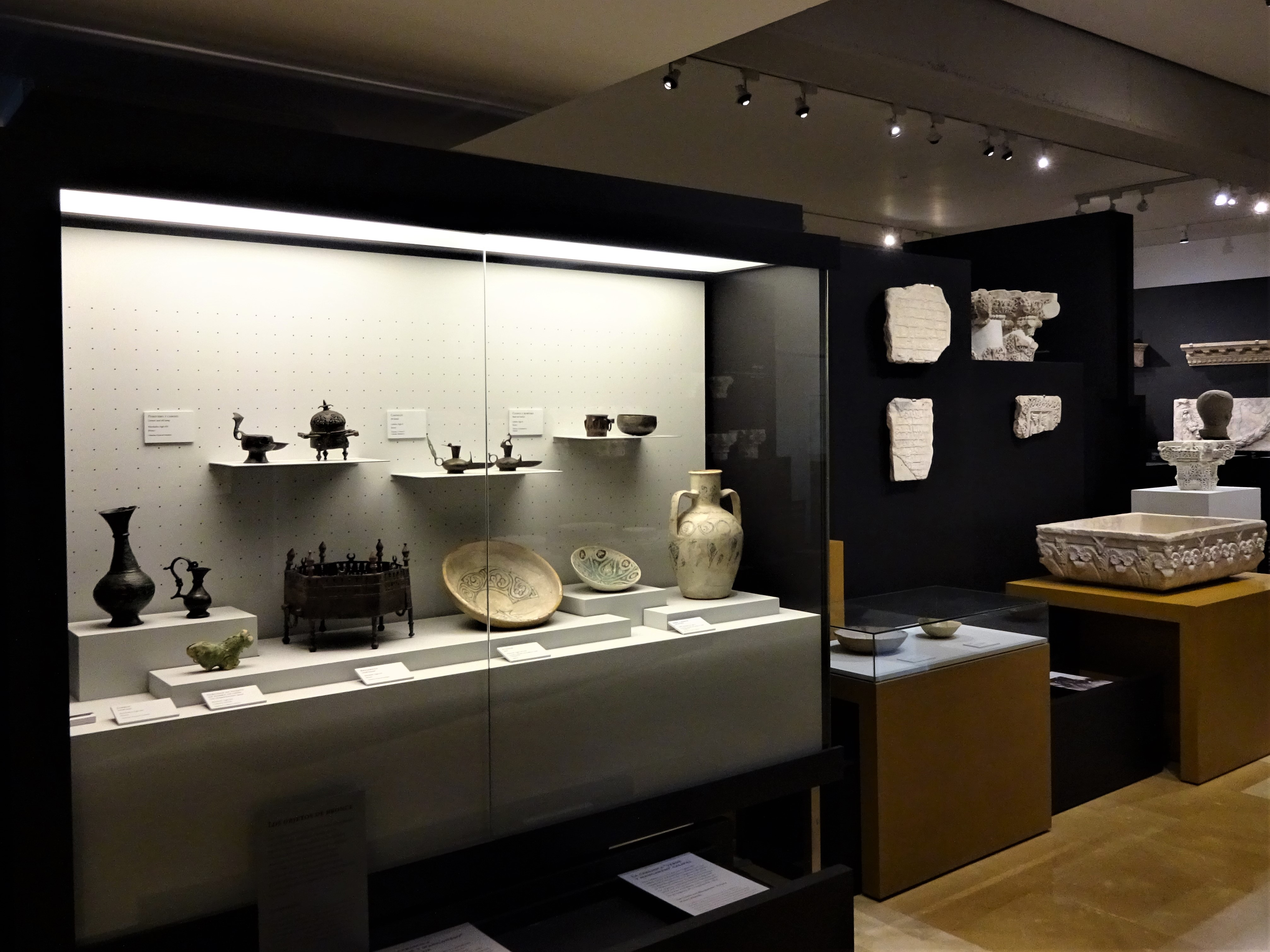
zaal op de bovenverdieping
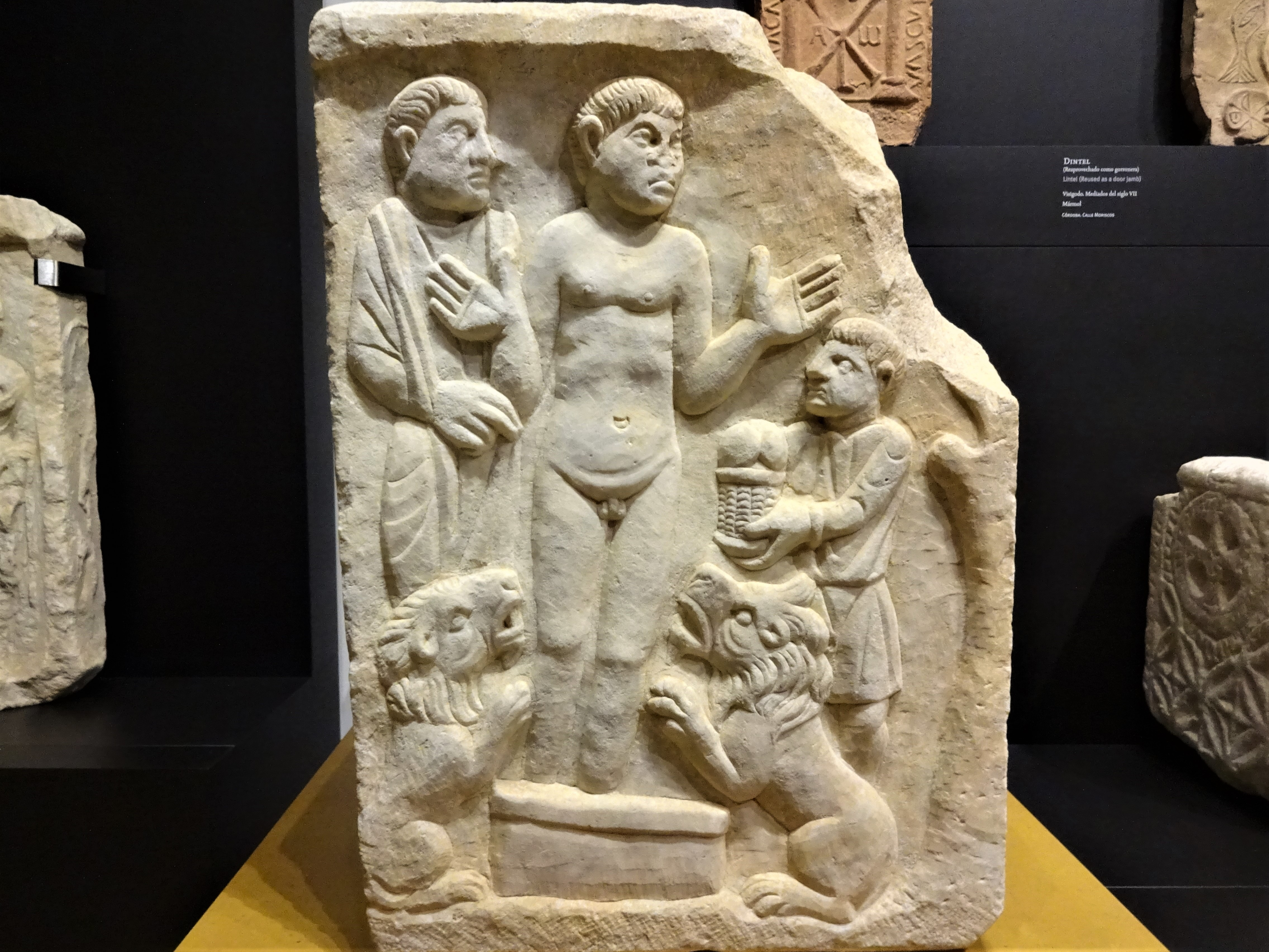
Fragment van een sarcofaag, 4e eeuw
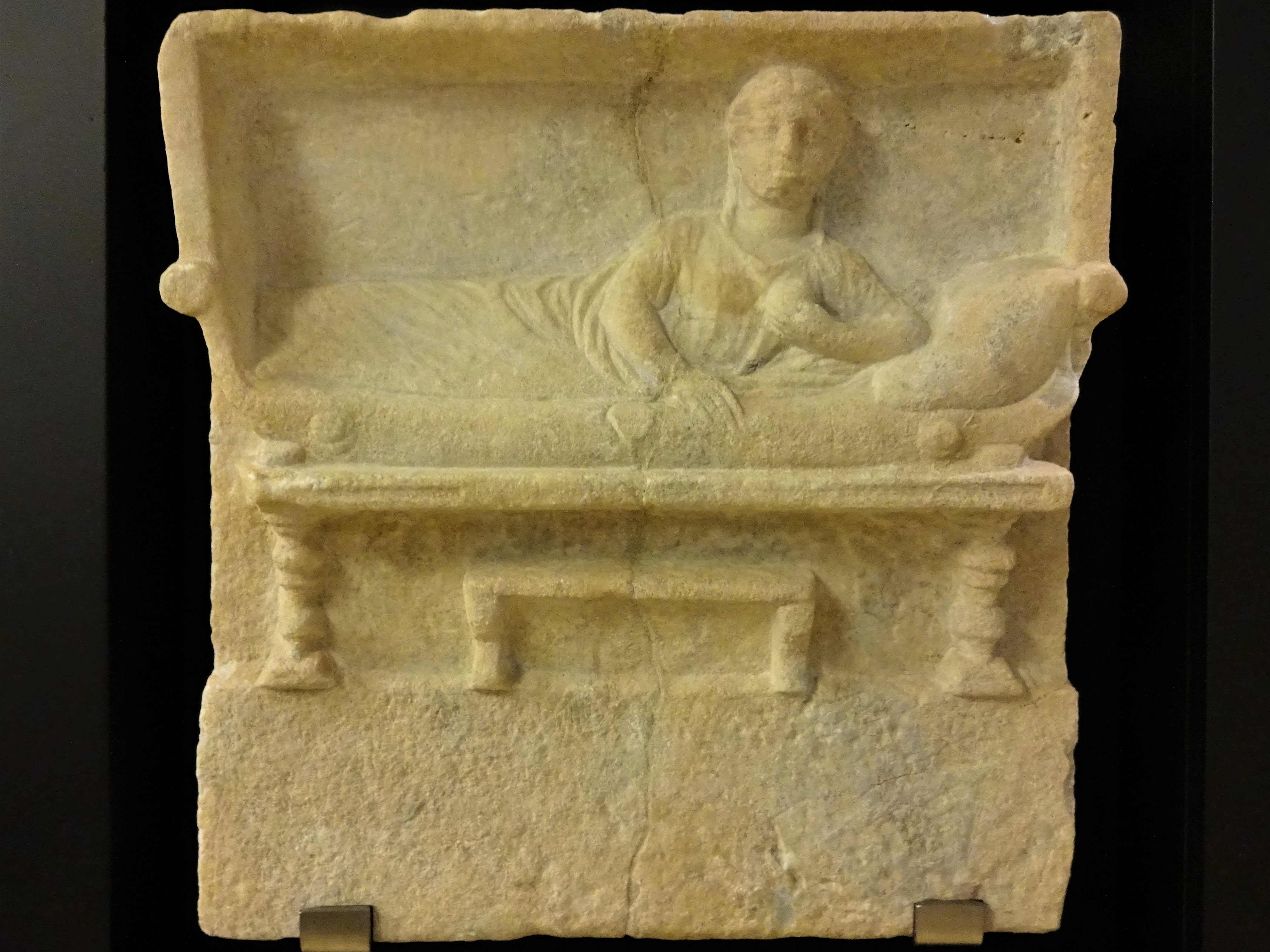
Grafsteen, 1e eeuw
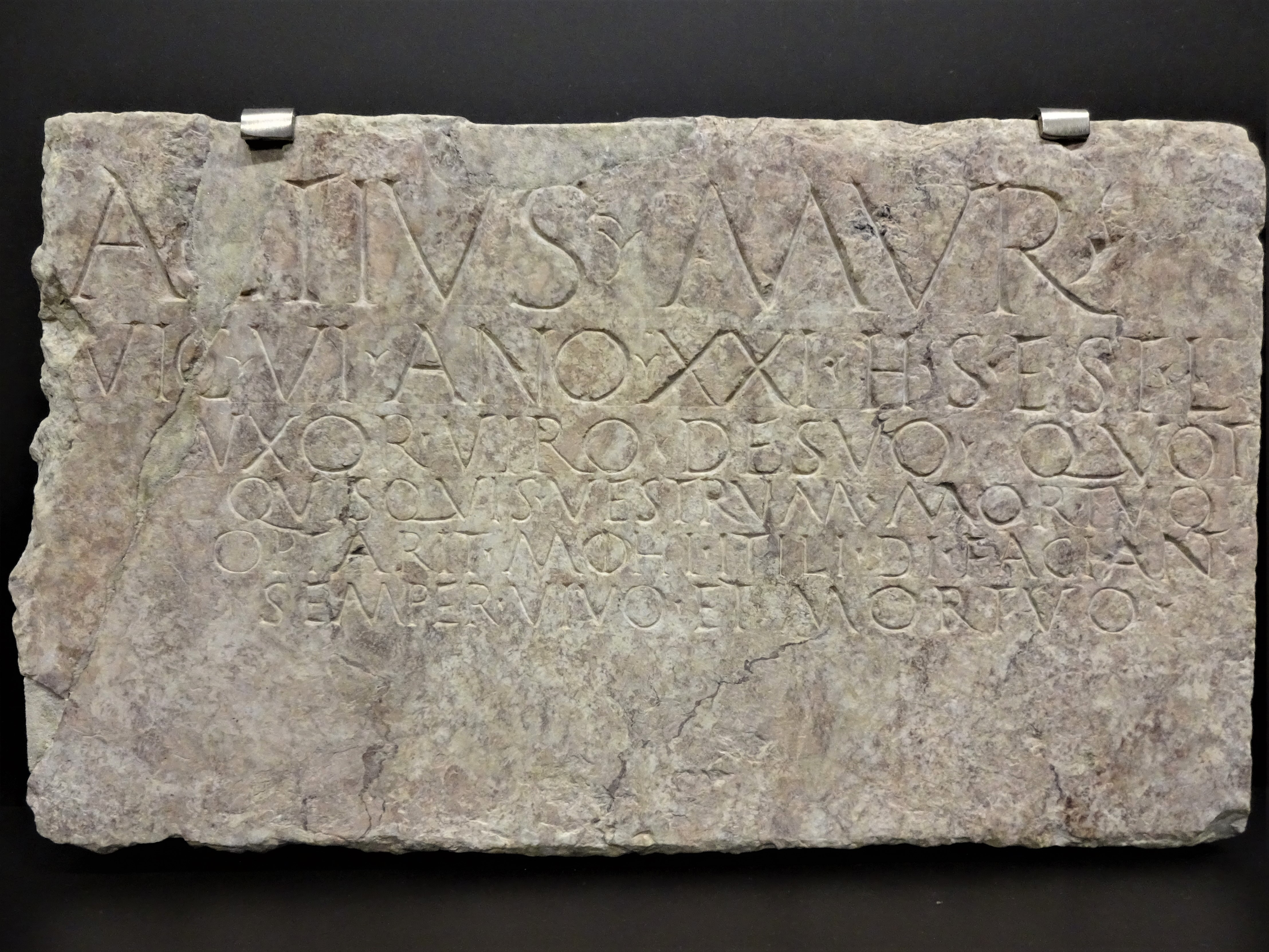
Grafsteen van een Gladiator (Murmillo), 1e eeuw

- Bibliothèque nationale de France: cb12306004s (data)
- Gemeinsame Normdatei: 5520731-5
- International Standard Name Identifier: 0000 0001 2150 5460
- Library of Congress Control Number: n78082927
- Système universitaire de documentation: 092863027
- Virtual International Authority File: 124088928